# Chung Sang-Hyun
Chung Sang-Hyun, född den 17 januari 1963, är en koreansk landhockeyspelare.
Hon tog OS-silver i damernas landhockeyturnering i samband med de olympiska landhockeytävlingarna 1988 i Seoul.